# Stazione di Chikusa
La stazione di Chikusa (千種駅?, Chikusa-eki) è una stazione ferroviaria di Nagoya situata nel quartiere di Chikusa-ku. La stazione funge da interscambio fra la linea principale Chūō della JR Central e la linea Higashiyama della metropolitana di Nagoya.

## Linee

### Treni
JR Central
■ Linea principale Chūō

### Metropolitane
Metropolitana di Nagoya
 Linea Higashiyama

## Struttura

### Stazione JR
La stazione è costituita da due marciapiedi laterali con due binari su viadotto.
| 1 | ■ Linea principale Chūō | per Tajimi e Nakatsugawa |
| 2 | ■ Linea principale Chūō | per Tsurumai e Nagoya    |

### Stazione della metropolitana
La stazione, sotterranea, è costituita da due marciapiedi laterali con due binari centrali.
| 1 | Linea Higashiyama | per Higashiyama Kōen e Fujigaoka |
| 2 | Linea Higashiyama | per Sakae, Nagoya e Takabata     |

## Stazioni adiacenti
| ≪                     | Servizio              | ≫                     |
| Linea principale Chūō | Linea principale Chūō | Linea principale Chūō |
| --------------------- | --------------------- | --------------------- |
| Ōzone                 | Locale                | Tsurumai              |
| Linea Higashiyama     |                       |                       |
| Shin-Sakaemachi       | -                     | Imaike                |